# دوارتي الأول
دوارتي الأول ملك البرتغال والغرب (البرتغالية :Duarte ؛بالنطق البرتغالية: [duˈaɾt(ɨ)]) ؛ 31 أكتوبر 1391 - 9 سبتمبر 1438)، ودعا بـ الفيلسوف أو الفصيح، كان الثاني لورد سبتة من 1433 حتى وفاته، ولد في فيسيو هو ابن جواو الأول وزوجته فيليبا لانكستر هي ابنة جون غونت، كان اسمه تكريما لجده الأكبر الملك إدوارد الثالث من إنكلترا، وهنري الرابع هو خاله.

## النشأة
دوارتي تتبع دائما والده في شؤون المملكة، هو قد وسم عام 1415، بعد احتلال البرتغال مدينة سبتة في شمال أفريقيا على الجانب الآخر من جبل طارق، وأصبح الملك في 1433 عندما توفي والده من الطاعون، وسرعان ما أظهرت اهتماما في بناء توافق في الآراء السياسية الداخلية، وخلال فترة حكمه القصيرة الخمس سنوات، ودعى دوارتي كورتيس البرتغالي (الجمعية الوطنية) لاجتماع ما لا يقل عن خمس مرات لمناقشة الشؤون السياسية لمملكته، وأيضا أنه تتبع أيضا سياسة والده بشأن التنقيب البحري في أفريقيا، وشجع وتمويل شقيقه الشهير هنري الملاح الذي بادر في العديد من الحملات على الساحل الغربي لأفريقيا. أن من جيل ايانس في 1434 اعتقلت أول بوجدور على الساحل الشمالي الغربي لأفريقيا، مما يمهد الطريق لمزيد من الاستكشاف جنوبا على طول الساحل الأفريقي.

## الشؤون الإستعمارية
مستعمرة سبتة سرعان ما أصبحت عبئاً على الخزانة البرتغالية، وكان من الواضح أنه من دون مدينة طنجة كانت حيازة سبتة لا قيمة لها. عندما تم احتلال على سبتة من قبل البرتغاليين، بدأت قوافل الجمال التي كانت جزءا من طرق التجارة البرية لاستخدام طنجة كوجهة الجديدة، وهذا حرم على سبتة من المواد والسلع التي جعلت من سوق جذابة ولغة التداول نابضة بالحياة، وأنها أصبحت مجتمع معزولة.
في 1437 أخوته إنريكه وفردناندو أقنعه لشن هجوم على سلطنة المرينية، تمت البعثة غير معتمدة على الإجماع في حين بيدرو دوق كويمبرا وإنفانتي جواو فضلوا تجنب الصراع مع ملك المغرب، كان الهجوم على طنجة بقيادة إنريكه الملاح كارثة ففشلوا في السيطرة على المدينة ومع سلسلة من الاعتداءات، أصبح المخيم البرتغالي محصراً وأُجير على الخضوع من قبل جيش الإغاثة المغربي، وفي المعاهدة الناتجة عن ذلك، وعد إنريكه لتسليم سبتة إلى المرينيين في مقابل السماح لجيش البرتغالي في الرحيل دون مضايقة وتسليم أخيه، وقد سلم فرناندو الأخ الأصغر لمرينيون كرهينة لتسليم النهائي للمدينة.

## حياته المتأخرة ووفاة
بعد كارثة طنجة حث أخوته بيدرو وجواو له في أداء المعاهدة، تسفر عن رحيل سبتة وتأمين الإفراج فرناندو، في حين إنريكه (الذي كان قد وقع على المعاهدة) حثه على التراجع عن ذلك. وقعوا في حيرة، كورتيس البرتغالي تجمع في ليريا في أوائل 1438 للتشاور، رفض كورتيس على تصديق المعاهدة، مفضلاً التمسك بـ سبتة وطالب دوارتي لعثور على طريقة أخرى لإفراج عن شقيقه.
توفي دوارتي أواخر ذلك الصيف في تومار من الطاعون مثل والده ووالدته وجدته من قبلهم (سيظل فرناندو في الاسر في فاس حتى وفاته في 1443).
وخلفه ابنه ألفونسو الخامس .

## الذرية
تزوج من ليونور من أراغون ابنة الصغرى لـ فرناندو الأول ملك أراغون وإليانور من ألبوركويركي وانجبت له 9 أبناء ولكن خمسة منهم وصلوا إلى سن البلوغ:-
1. إنفانتي جواو (أكتوبر 1429 - 14 أغسطس 1433).
2. انفانتا فيليبا (27 نوفمبر 1430 - 24 مارس 1439).
3. أفونسو الخامس ملك البرتغال (15 يناير 1432 - 28 أغسطس 1481).
4. انفانتا ماريا (7 ديسمبر 1432 - 8 ديسمبر 1432).
5. انفانتي فرناندو دوق فيسو (17 نوفمبر 1433 - 18 سبتمبر 1470). والد ملك في المستقبل مانويل الأول ملك البرتغال .
6. إليانور (18 سبتمبر 1434 - 3 سبتمبر 1467). تزوجت من فريدرش الثالث إمبراطور الروماني المقدس ووالدة ماكسيمليان الأول.
7. إنفانتي دوارتي (12 يوليو 1435 - 12 يوليو 1435).
8. إنفانتا كاتالينا (26 نوفمبر 1436 - 17 يونيو 1463).
9. خوانا (31 مارس 1439 - 13 يونيو 1475). تزوجت من الملك إنريكه الرابع ملك قشتالة .

## روابط خارجية
- دوارتي الأول على موقع الموسوعة البريطانية (الإنجليزية)